# Compsaditha congica
Compsaditha congica är en spindeldjursart som beskrevs av Beier 1959. Compsaditha congica ingår i släktet Compsaditha och familjen Tridenchthoniidae. Inga underarter finns listade i Catalogue of Life.